# Guallatiri
Guallatiri (còn được gọi là Huallatiri, Huallatire, Guallatire và Punata) là một núi lửa cao 6071 m ở Chile. Nó nằm về phía tây nam của nhóm lửa Nevados de Quimsachata. Nó là một núi hình nón với lỗ phun khí xung quanh đỉnh, có thể là một vòm dung nham hoặc một hình nón núi lửa trong lòng. Hai cánh dưới của núi lửa này được bao phủ bởi những dòng dung nham và vòm dung nham.
Guallatiri đã hoạt động trong thời gian lịch sử với một số các vụ phun trào, đợt phun trào cuối cùng trong năm 1960. Fumarolic và hoạt động địa chấn đang tiếp tục. Ngọn núi lửa được bao phủ bởi một lớp băng.

## Địa lý
Guallatiri nằm ở xã Putre, tỉnh Parinacota của Arica y Parinacota, Chile. Parinacota, Quisiquisini, Guallatiri và Poquentica tạo nên giới hạn phía đông của lưu vực Lauca.
Các thị trấn Putre, Socoroma và Zapahuira ơe gần núi lửa này.  Ngọn núi lửa này nằm trong Vườn quốc gia Lauca, cùng với hai núi lửa cao hơn Pomerape và Parinacota. Đôi khi Guallatiri được coi là một phần của chuỗi núi lửa Nevados de Quimsachata, một chuỗi núi lửa dài 50 km (31 dặm).
núi lửa khác với hoạt động phreatic-phreatomagmatic lịch sử ở miền bắc Chile gồm Irruputuncu, Isluga, Lascar và San Pedro. Hơn nữa, hoạt động fumarolic đã được báo cáo tại Alitar, Lastarria, Olca, Ollague, Putana và Tacora.